# Parc Nacional de les Badlands

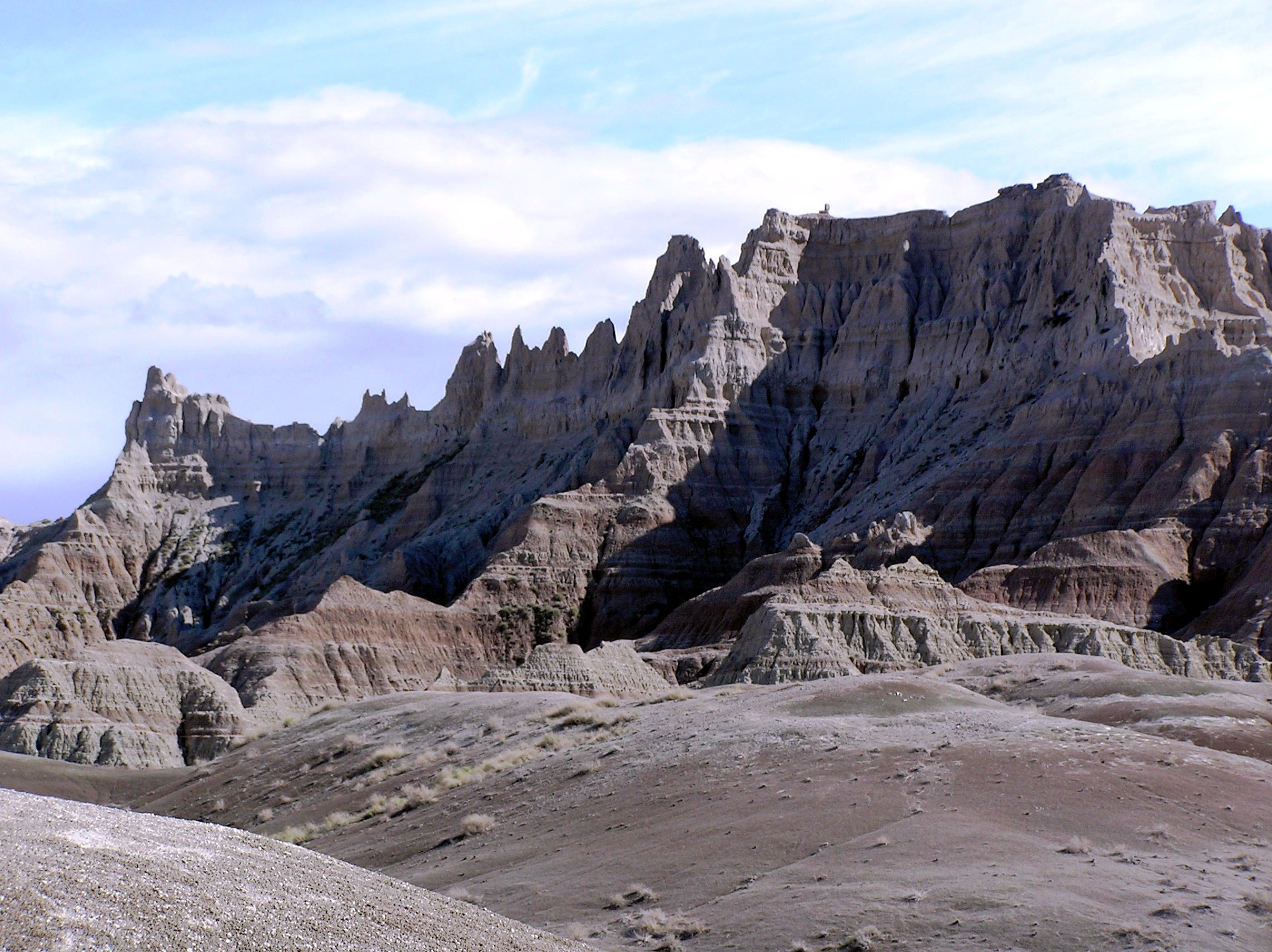
Vista de part del Parc

El Parc Nacional de les Badlands (en anglès: Badlands National Park) és un parc nacional situat al sud-oest de Dakota del Sud (Estats Units), creat el 1978. El parc té una superfície de 982 km², amb barrancs, abismes i hoodoos, alternats amb grans zones de praderies. El parc és especialment conegut per les troballes paleontològiques de l'Oligocè que s'hi han fet. A les Badlands s'hi han trobat fòssils de cavalls, ovelles, rinoceronts i porcs. Els habitants humans de fa 11.000 anys també deixaren el seu rastre al paisatge.

## Geologia
Les Badlands es formaren per l'erosió aquàtica i eòlica de sediments baixos. Les Badlands són una regió seca amb precipitacions poc freqüents però intenses, vegetació escassa i roques rogenques. Les pendents són escarpades, amb una terra seca i solta, argila relliscosa i sorra profunda.
Durant l'Eocè superior i l'Oligocè, fa entre 37 i 28 milions d'anys, la regió de les Badlands era més fèrtil, humida i càlida que en l'actualitat. Molts animals, majoritàriament mamífers, que vivien a les praderies hi foren sorpresos per inundacions i foren enterrats ràpidament sota el sediment fluvial.
Quan l'erosió començà a deixar sentir els seus efectes fa cinc milions d'anys, els fòssils de mamífers quedaren exposats a la superfície.
Els indis lakota ja tenien coneixement de les troballes paleontològiques a les Badlands. Trobaren ossos, cuirasses i closques de tortuga petrificats. En deduïren que les seves terres havien estat sota l'aigua en el passat i que els animals als quals pertanyien els ossos ja no existien.
Els caçadors de pells s'endugueren ossos durant les seves caceres, i així arribà un os a un metge de Saint Louis anomenat Dr. Hiram. El 1846 publicà un article sobre el tema a la revista American Journal of Science, després del qual buscar fòssils a les Badlands esdevingué molt popular.

## Habitants humans
Des de fa 11.000 anys, les Badlands foren habitades per diverses tribus índies. Les primeres tribus vivien a les valls protegides on hi havia aigua suficient i caça disponible durant tot l'any. Avui en dia, l'erosió revela les retes dels seus focs de campaments, fletxes i altres utensilis.
Més tard hi vingueren els lakota i els arikara, els descendents dels quals viuen a Dakota del Nord, després que els sioux els expulsessin de Dakota del Sud.
A finals de segle xix, sota els auspicis de la Llei de Propietat Rural, els estatunidencs prengueren parcel·les de terreny per construir-hi granges. Això tingué la conseqüència que els indis foren obligats a viure en reserves especialment delimitades. A l'hivern del 1890, el profeta indi Wovoka proclamà que els blancs desapareixerien i que els indis recuperarien les seves terres si practicaven la ghostdance. Es posaren una roba que suposadament aturava les bales amb el seu poder espiritual, cosa que acabaria duient a la massacre de Wounded Knee, on moriren 150 indis.

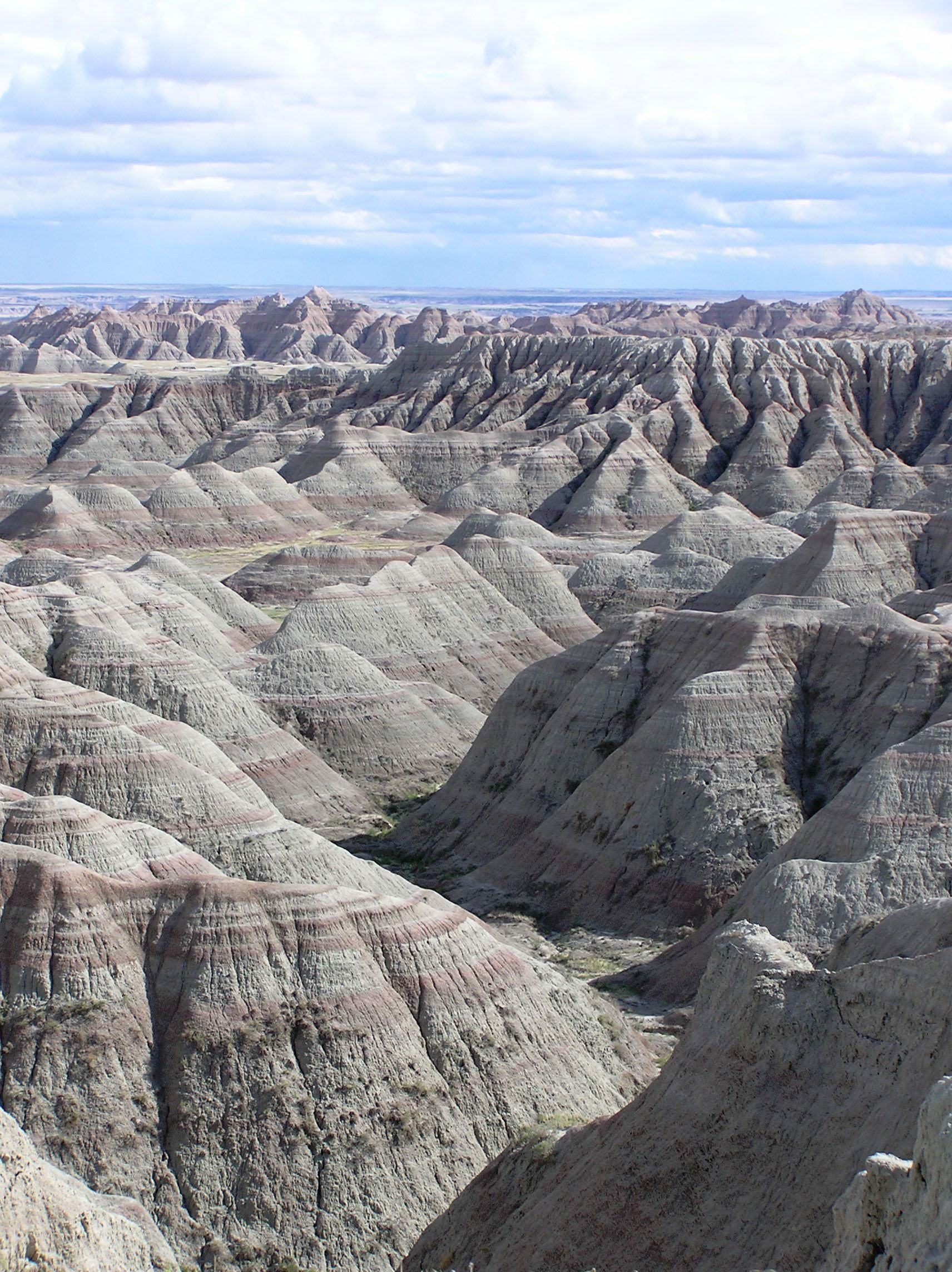
Parc Nacional de les Badlands
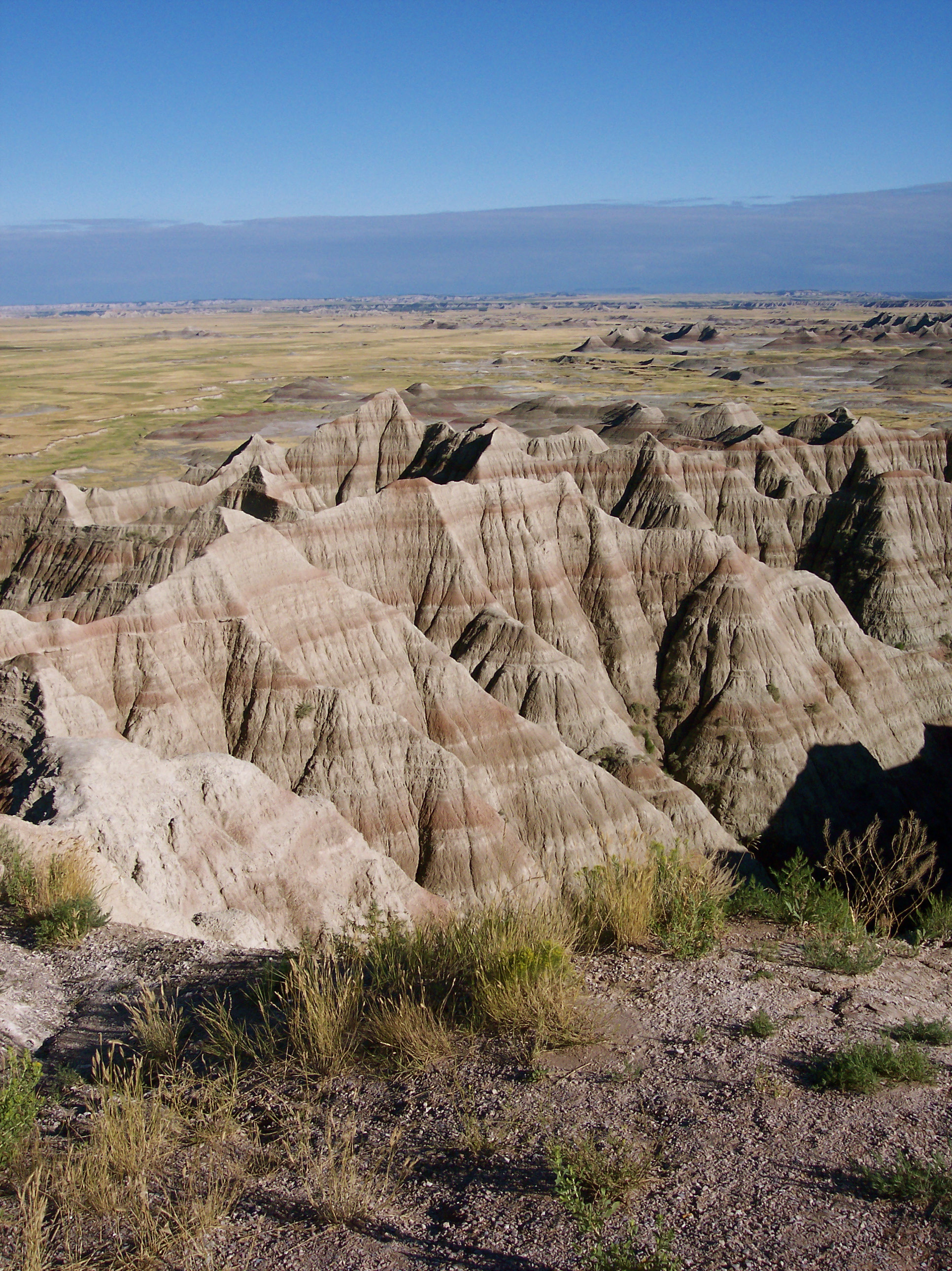
Parc Nacional de les Badlands